# فهرست نئوبانک‌های ایران
فهرست نئوبانک‌های ایران مجموعه ای از نئوبانک‌ها است که از بانک مرکزی ایران مجوز فعالیت گرفته‌اند. بیشتر این نئوبانک‌ها در واقعیت شعب دیجتالی بانک‌های سنتی هستند و نئوبانک (بنا بر تعریف جهانی) محسوب نمی‌شوند، اما به علت نوآوری و مزیت در ارائهٔ خدمات بانکی به صورت آنلاین (مانند افتتاح حساب، درخواست تسهیلات و …) این عنوان برای آن‌ها مورد استفاده قرار می‌گیرد.

## فهرست
- کیوبانک (شعبهٔ دیجیتال بانک قرض‌الحسنه مهر ایران)
- بانکنت (شعبهٔ دیجیتال بانک قرض‌الحسنه مهر ایران)
- ویپاد (شعبهٔ دیجیتال بانک پاسارگاد)
- بلوبانک (وابسته به بانک سامان)
- بانکینو (وابسته به بانک خاورمیانه)
- آبانک (شعبهٔ دیجیتال و همراه بانک بانک آینده)
- توبانک (شعبهٔ دیجیتال بانک گردشگری)
- های‌بانک (شعبهٔ دیجیتال و همراه بانک بانک کارآفرین)
- باران (شعبهٔ دیجیتال بانک کشاورزی)
- امیدبانک (شعبهٔ دیجیتال بانک سپه)
- نشان‌بانک (شعبهٔ دیجیتال بانک ملی ایران، تحت اپلیکیشن ایوا)
- بام (شعبهٔ دیجیتال بانک ملی ایران)
- باجت (شعبهٔ دیجیتال بانک تجارت)
- سپینو (شعبهٔ دیجیتال بانک صادرات)
- سیبانک (شعبهٔ دیجیتال بانک سینا)
- متابانک (شعبهٔ دیجیتال مؤسسهٔ اعتباری ملل)
- بانکواره (شعبهٔ دیجیتال بانک توسعه تعاون)
- فرارفاه (شعبهٔ دیجیتال بانک رفاه کارگران)
- فردابانک (شعبهٔ دیجیتال بانک ایران زمین)
- مگابانک (شعبه دیجیتال بانک ملت)
- پارسیان من (شعبه دیجیتال بانک پارسیان‌)
- تیم بانک (شعبه دیجیتال بانک صنعت و معدن)